# نجد الشريف (السياني)

تعديل مصدري - تعديل

نجد الشريف محلة تابعة لقرية السريح، التابعة لعزلة الهادس بمديرية السياني إحدى مديريات محافظة إب في الجمهورية اليمنية.، بلغ تعداد سكانها 60 حسب تعداد اليمن لعام 2004.